# Кионхох
Кионхох (осет. Хъивон) — гора в Северной Осетии (на границе Алагирского и Ирафского района), 3423 метров высоты. Она расположена в хребте Чёрных гор, идущих параллельно Главному хребту и верстах в 20—25 от него. С южной стороны, у подножья отвесных скал этой горы, проходит вьючная дорога из Дигории в Осетию, то есть с верховьев Уруха к верховьям Ардона.